# São Roque de Minas (kommun)
São Roque de Minas är en kommun i Brasilien.   Den ligger i delstaten Minas Gerais, i den sydöstra delen av landet, 500 km söder om huvudstaden Brasília. Antalet invånare är 6 686.
Följande samhällen finns i São Roque de Minas:
- São Roque de Minas

I omgivningarna runt São Roque de Minas växer huvudsakligen savannskog. Runt São Roque de Minas är det mycket glesbefolkat, med 4 invånare per kvadratkilometer.